# Riessia semiophora
Riessia semiophora är en svampart som beskrevs av Fresen. 1852. Riessia semiophora ingår i släktet Riessia, klassen Agaricomycetes, divisionen basidiesvampar och riket svampar.   Inga underarter finns listade i Catalogue of Life.